# 桑原茂裕
桑原 茂裕（くわばら しげひろ、1956年 - ）は、日本の官僚。金融庁総務企画局総括審議官、金融庁検査局長、金融庁総務企画局長、日本銀行理事などを務めた。

## 人物
埼玉県立熊谷高等学校から東京大学文科一類に入学。東京大学法学部卒業後、大蔵省に入省。国家公務員上級甲種試験の成績は2位。主税局総務課課長補佐などを経て、1990年主計官補佐となり外務・経済協力、文部の予算編成を担当する。在カナダ日本国大使館参事官などを経て、2000年主計官（農林水産）。同期中の事務次官候補であったが、2002年金融庁に転出。2007年～2009年まで理財局で審議官、次長を務め2009年金融庁総務企画局審議官。2011年検査局長。2013年総務企画局長となり、2014年辞職。

## 略歴
- 1979年4月：大蔵省入省（大臣官房文書課）
- 1983年7月：理財局資金第一課企画係長[4]
- 1984年7月：小樽税務署長
- 1985年7月：主税局税制第二課課長補佐
- 1988年6月：主税局総務課課長補佐（歳入）[5]
- 1989年7月：主計局主計企画官付（財政計画第一、二係主査）[6]
- 1990年7月：主計局主計官補佐（外務、経済協力第一係主査）
- 1992年7月：主計局主計官補佐（文部第一、二係主査）
- 1995年：外務省在カナダ日本国大使館参事官
- 1999年：大臣官房企画官兼大臣官房文書課企画調整室長
- 2000年7月：主計局主計官（農林水産係担当）
- 2001年7月：財務省主計局主計官（文部科学係担当）
- 2002年7月：金融庁総務企画局政策課長
- 2004年7月：金融庁監督局総務課長
- 2006年7月：金融庁総務企画局企画課長
- 2007年7月：大臣官房審議官（理財局担当）
- 2008年7月：理財局次長
- 2009年7月：金融庁総務企画局審議官（企画担当）
- 2010年7月：金融庁総務企画局総括審議官
- 2011年8月：金融庁検査局長
- 2013年6月：金融庁総務企画局長
- 2014年7月：辞職
- 2014年8月：日本銀行理事
- 2018年8月：辞職、アフラック生命保険株式会社シニアアドバイザー[7]
- 2020年1月：アフラック生命保険取締役副会長[8]
  - 中部大学理事[9]
- 2023年3月:メディカル一光グループ社外取締役[10]

## 参考資料
『人事興信録』 2009年